# Acuerdo de El Cairo (1969)

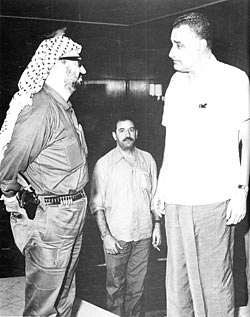
Yasir Arafat y Gamal Abdel Nasser durante el Acuerdo de El Cairo

El Acuerdo de El Cairo, firmado el 3 de noviembre de 1969 en la capital egipcia, fue suscrito entre Yasir Arafat, líder de la Organización para la Liberación de Palestina (OLP), y Emile Bustani, comandante del ejército libanés, bajo la mediación del presidente egipcio Gamal Abdel Nasser. En representación de la República Árabe Unida asistieron también Mahmoud Riad, ministro de Asuntos Exteriores, y Mohamed Fawzi, ministro de Guerra.

## Contexto
A raíz del Nakba o la "catástrofe palestina" de 1948, término con el que se refiere al desplazamiento forzado de la población autóctona palestina. Entre 700.000 y 750.000 palestinos buscaron refugio en países árabes vecinos como Siria, Jordania, Irak, Egipto y Líbano, lo que dio origen al problema de los refugiados palestinos en estos países. La continuidad de las guerras árabe-israelíes agravó la situación de los refugiados palestinos. En 1956, la guerra del Sinaí provocó la salida de unos 200,000 palestinos hacia Cisjordania y la Franja de Gaza, mientras que otros 100,000 se asentaron en Líbano y aproximadamente 90,000 en Siria. Durante el éxodo palestino de 1967, alrededor de 325, 000 palestinos han sido expulsados, los cuales, se sumaron a las ya numerosas comunidades de refugiados en los países árabes, intensificando el impacto de estos conflictos en la región y exacerbando la crisis entre las poblaciones locales y los refugiados, especialmente en Líbano.
Tras la derrota árabe en la Guerra de los Seis Días de 1967, Israel amplió su territorio al incorporar la región del Sinaí, los Altos del Golán, Cisjordania y la Franja de Gaza, lo que provocó la negativa de Egipto, liderado por el presidente Gamal Abdel Nasser. Con el objetivo de debilitar a Israel y recuperar los territorios perdidos, Nasser inició la Guerra de Desgaste en 1968, la cual acarreó nuevos desplazamientos de refugiados hacia los campos de la UNRWA.
Mientras tanto, la búsqueda de autonomía de la Organización para la Liberación de Palestina (OLP), generó tensiones importantes destacando la dimensión política. La comunidad palestina desplazada en diversos episodios comenzó a establecer bases militares en el sur de Líbano. Bajo el liderazgo de Yasser Arafat y fundada en 1964, la OLP consolidó su fuerte presencia de guerrillas palestinas en el Líbano, incrementando la frecuencia de operaciones contra Israel desde el territorio libanés. Estas acciones pronto generaron problemas en el país, que se convirtió en blanco de represalias por parte de Israel, lo que intensificó las tensiones entre la comunidad libanesa y la palestina.

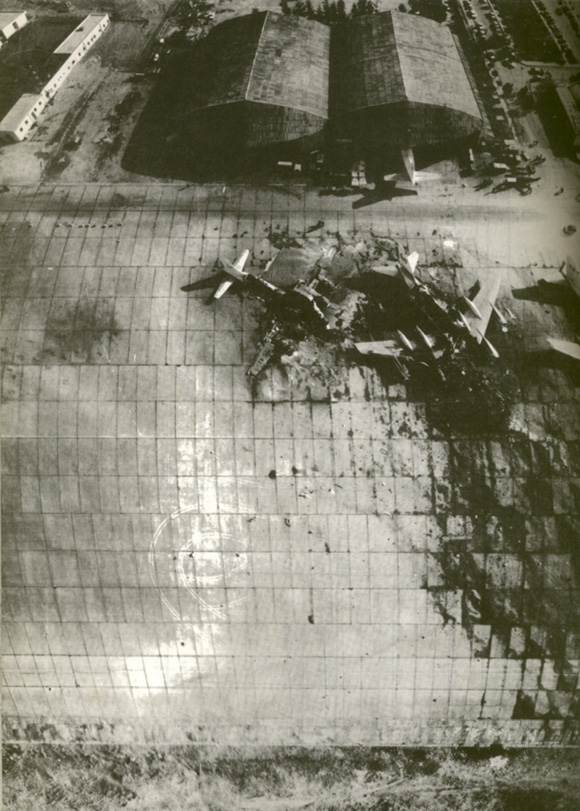
Aviones libaneses destruidos en el Aeropuerto de Beirut tras el ataque israelí del 28 de diciembre de 1968

El 28 de diciembre de 1968, el ejército israelí llevó a cabo la Operación Regalo, conocida también como la incursión israelí de 1968 en el Líbano, durante la cual los comandos israelíes destruyeron 13 aviones árabes en el Aeropuerto de Beirut, en represalia por el secuestro de un avión israelí de El-Al rumbo a Argel, atribuido a militantes de la OLP presentes en el Líbano.
En este contexto de intensidad entre Israel y los ataques palestinos bajo la OLP,  los enfrentamientos entre la OLP y el ejército libanés se intensificaron. En octubre de 1969, el Líbano solicitó la mediación del presidente egipcio Gamal Abdel Nasser para negociar con Yasser Arafat y poner fin a las hostilidades. Posteriormente, una delegación libanesa encabezada por el comandante del ejército, el general Emile Bustani, viajó a El Cairo para reunirse con Gamal Abdel Nasser y Yasser Arafat.

## El acuerdo
El presidente egipcio Gamal Abdel Nasser actuó como mediador y logró un acuerdo entre la Organización para la Liberación de Palestina (OLP) y el ejército libanés. El acuerdo otorgó a la OLP el control de los campamentos de refugiados palestinos estableciendo en el Líbano una estructura de poder estatal y militar.
El entonces presidente libanés, Charles Hélou, envió una delegación encabezada por el comandante del ejército, Emile Bustani, al Cairo para negociar con Yasser Arafat. Las conversaciones se llevaron a cabo bajo la supervisión del ministro de Defensa de Egipto, Mohamed Fawzi, y el ministro de Asuntos Exteriores, Mahmoud Riad. El presidente egipcio Gamal Abdel Nasser facilitó las negociaciones del acuerdo, y sentó las bases para que las autoridades libanesas permitieran y regularan la presencia y las actividades de las guerrillas palestinas en el sureste del Líbano.      
El 20 de abril de 1970, un texto no oficial del acuerdo fue publicado en el diario libanés An Nahar. En esencia, el acuerdo estableció principios bajo los cuales las autoridades libanesas permitirían, pero también regularían la presencia y las actividades de los guerrilleros según los siguientes términos:
La presencia palestina: Se acordó reorganizar la presencia palestina en Líbano según los siguientes puntos:
1. El derecho de los palestinos actualmente residentes en Líbano a trabajar, residir y moverse libremente.
2. La creación de comités locales de palestinos en los campamentos para velar por los intereses de los refugiados palestinos, en colaboración con las autoridades locales y dentro del marco de la soberanía libanesa.
3. La presencia de puntos de lucha armada palestina dentro de los campamentos, que trabajarán con los comités locales para asegurar buenas  relaciones con las autoridades, y se encargarán de la organización y regulación  de la presencia y el uso de armas en los campamentos, todo ello dentro del marco de la seguridad libanesa y el interés de la revolución palestina.
4. Se permitirá a los palestinos residentes en Líbano participar en la revolución palestina mediante la lucha armada, dentro de los principios de soberanía e integridad de Líbano.

La lucha guerrillera: Se acordó facilitar la lucha guerrillera según los siguientes puntos:
1. Facilitar el paso de los combatientes y determinar puntos de paso y vigilancia en las zonas fronterizas.
2. Asegurar el acceso a la zona de Arqoub.
3. La dirección de la lucha armada se compromete a regular el comportamiento de todos sus miembros y evitar su intervención en los  asuntos internos de Líbano.
4. Establecer una disciplina común entre la lucha armada y el ejército libanés.
5. Suspender las campañas mediáticas de ambas partes.
6. Realizar un censo de los miembros de la lucha armada presentes en Líbano bajo su dirección.
7. Designar representantes de la lucha armada en el Estado Mayor libanés para colaborar en la resolución de cuestiones urgentes.
8. Estudiar la distribución de los lugares de concentración adecuados en las zonas fronterizas, que serán acordados con el Estado Mayor libanés.
9. Organizar la entrada, salida y desplazamiento de los miembros de la lucha armada.
10. Eliminar la base de Jirón.
11. El ejército libanés facilitará el trabajo de los centros médicos, de evacuación y de suministro para la lucha guerrillera.
12. Liberar a los detenidos y devolver las armas confiscadas.
13. Se reconoce que las autoridades libanesas, tanto civiles como  militares, seguirán ejerciendo plenamente sus competencias y     responsabilidades en todas las zonas de Líbano y en todas las circunstancias.
14. Ambas delegaciones afirman que la lucha armada palestina es una acción  que beneficia tanto a Líbano como a la revolución palestina y a todos los  árabes.
15. Este acuerdo se mantendrá estrictamente confidencial y solo podrá ser  consultado por las autoridades pertinentes.

## Anulación del acuerdo
Tras los eventos de Septiembre Negro en Jordania del año 1970, la represión de la OLP por parte del gobierno jordano provocó violentos enfrentamientos, lo que resultó en miles de bajas palestinas y en la expulsión de la OLP y sus combatientes de Jordania. Este éxodo de la OLP y de combatientes palestinos, expulsados de Jordania, llevó a que muchos buscaran refugio en Líbano. La afluencia de combatientes y la consolidación de bases palestinas en suelo libanés a principios de la década de 1970 generaron una mayor presencia militar palestina en el país, especialmente en el sur. Como resultado, el ejército libanés comenzó a perder control sobre las zonas de actividad de la OLP, lo que agravó las tensiones políticas y sociales en Líbano. Muchos cristianos libaneses, percibían a la OLP como una amenaza, ya que su influencia política y militar alteraba el equilibrio en Líbano y traía consigo un conflicto externo con Israel. Lo que supuso la antesala a una ola de conflictos armados internos, incluida la Guerra Civil Libanesa que estalló en 1975, enfrentando a la OLP contra los grupos cristianos.
En 1978, Israel lanzó la Operación Litani, una invasión militar del sur del Líbano. El objetivo principal de esta operación era expulsar a los militantes de la Organización para la Liberación de Palestina (OLP), que utilizaban esa zona como base para llevar a cabo ataques contra Israel. Como resultado de la operación, Israel se retiró posteriormente y las Naciones Unidas desplegaron la Fuerza Provisional de las Naciones Unidas en el Líbano (FPNUL) para supervisar la retirada y restaurar la paz en la región. Sin embargo, la OLP continuó operando en la zona, lo que llevó a la guerra del Líbano de 1982, denominada “operación Paz para Galilea”, y que dejó alrededor de 30.000 víctimas. Las fuerzas israelíes sitiaron la capital libanesa, causando la expulsión de la OLP del sur del Líbano.
Debido a las repercusiones de este acuerdo en Líbano, en junio de 1987 el presidente libanés Amine Gemayel firmó una ley que anulaba el acuerdo del Cairo con la Organización para la Liberación de Palestina (OLP). Esta ley de cancelación fue redactada por el presidente del Parlamento y aprobada previamente por el legislativo libanés el 21 de , para luego ser refrendada también por el primer ministro Salim Hoss.